# 豊田工機
豊田工機株式会社（とよだこうき、英: Toyoda Machine Works Ltd.）とは、かつて存在した日本の工作機械メーカーである。トヨタグループに属する。

## 概要
- 証券コード　6206
- 本社所在地　愛知県刈谷市朝日町1-1
- 設立　1941年5月1日
- 初代社長　豊田利三郎
- 初代副社長　豊田喜一郎
- 初代常務　菅隆俊

1941年、金属工作機械の製造販売を目的として、トヨタ自動車工業（現トヨタ自動車）から分離独立した。
従来は工作機械事業が主力であったが、自動車部品事業に主力を移した。主な製品は自動車のステアリング、電子機器などの自動車部品、研削盤などの工作機械、産業用ロボットなどのメカトロニクス製品であり、精密加工・生産技術力には実績があった。トヨタ自動車以外のメーカーへの拡販にも力を注いでいた。
2006年1月1日に光洋精工と合併し、ジェイテクトとなった。